# Éric Lucas
Éric Lucas (* 29. Mai 1971 in Montreal, Kanada) ist ein ehemaliger kanadischer Profiboxer.

## Profikarriere
Éric Lucas bestritt seinen Debütkampf im Dezember 1991 gegen Errol Brown. 1995 verlor er in seinem 20. Profikampf gegen den US-Amerikaner Bryant Brannon und wechselte anschließend vorübergehend in das Halbschwergewicht. Dort trat er im Januar 1996 gegen den französischen WBC-Weltmeister Fabrice Tiozzo an, unterlag aber nach Punkten. Zurück im Supermittelgewicht erhielt er schon im Juni 1996 gegen IBF-Weltmeister Roy Jones junior den nächsten Titelkampf, scheiterte allerdings erneut.
Im Dezember 1999 trat Lucas in einem Ausscheidungskampf des WBC-Verbandes gegen den Briten Glenn Catley an und unterlag durch technischen K. o. in der zwölften Runde. Dennoch durfte er 1,5 Jahre später – in der Zwischenzeit hatte er nur einen Kampf bestritten – in einem Rückkampf gegen Catley um den vakanten WBC-Titel boxen. Lucas gewann in diesem Aufeinandertreffen am 10. Juli 2001 in seiner Heimatstadt Montreal durch K. o. in der siebten Runde die WBC-Weltmeisterschaft im Supermittelgewicht.
Nach drei erfolgreichen Titelverteidigungen, unter anderen gegen Omar Sheika, musste sich Éric Lucas im April 2003 in Leipzig Markus Beyer geschlagen geben. Nachdem sich Beyer im August des gleichen Jahres im Kampf gegen Danny Green verletzte und eine längere Pause einlegen musste, erhielt Lucas eine weitere Titelchance. Den Kampf um den Interimstitel der WBC gegen den Australier Green im Dezember 2003 verlor er jedoch in der sechsten Runde durch technischen K. o. Nach dieser Niederlage zog sich Eric Lucas für knapp ein Jahr vom Boxsport zurück. Nach zwei Siegen und den Gewinn des WBC-Continental-Titels boxte er um den WBA-Titel gegen Mikkel Kessler. Der Kampf endete mit einer Niederlage für den Kanadier. Er beendete danach zunächst seine Karriere, kehrte aber im Dezember 2009 nach fast vier Jahren Inaktivität wieder in den Ring zurück. Am 28. Mai 2010 verlor Lucas gegen den Mexikaner Librado Andrade und trat daraufhin endgültig vom aktiven Boxsport zurück.